# Cantone di Le Bleymard
Il Cantone di Le Bleymard era una divisione amministrativa dell'arrondissement di Mende.
È stato soppresso a seguito della riforma complessiva dei cantoni del 2014, che è entrata in vigore con le elezioni dipartimentali del 2015.
Comprendeva i comuni di:
- Allenc
- Bagnols-les-Bains
- Belvezet
- Le Bleymard
- Chadenet
- Chasseradès
- Cubières
- Cubiérettes
- Mas-d'Orcières
- Sainte-Hélène
- Saint-Frézal-d'Albuges
- Saint-Julien-du-Tournel